# 近永町
近永町（ちかながちょう）は、1955年（昭和30年）まで愛媛県北宇和郡にあった町。現在の鬼北町の中心部に当たる。
昭和の合併で広見町，さらに平成の合併で鬼北町となり、現在に至っている。

## 地理
現在の鬼北町の中部。鬼北盆地のほぼ中央に当たる。町の南西部、高月山に源を発し成川にて東に向きを変えた奈良川が町域を東流し、三間村から流れ込む三間川との間に街が開けている。西部は水分峠や泉が森 (755m) を境に宇和島市に接する。三間川は広見川と合流しさらに四万十川と合流するが、宇和島港に流れ込む須賀川の源流は当町内に発する。
地名の由来
　古名。

## 歴史
藩政期
- 宇和島藩領。川原淵組成妙郷に属す。
- 明暦3年 - 伊予吉田藩領となる。
- 寛文2年 - 宇和島藩領に戻る。

明治以降
- 1889年（明治22年）12月15日 - 町村制・市制施行時に、奈良（なら）、北川（きたがわ）、芝（しば）、中野川（なかのかわ）、近永（ちかなが）、永野市（ながのいち）の6箇村の合併により旭村となる。
- 1941年（昭和16年）11月10日 - 町制施行、改称して近永町となる。
- 1955年（昭和30年）3月31日 - 好藤村・愛治村・泉村・三島村との1町4村の合併により広見町となる。

```
近永町の系譜
（町村制実施以前の村）　（明治期）　　　　　　　　　（昭和の合併）　（平成の合併）
　　　　　　　　　　　　町村制施行時
奈良　━━━━┓
北川　━━━━┫
芝村　━━━━┫　　　　　　　　昭和16年11月10日　昭和30年3月31日
中野川━━━━┫　　　　　　　　　　　町制　　　　　　　合併
近永　━━━━╋━━━旭村━━━━━━近永町━━━┓
永野市━━━━┛　　　　　　　　　　　　　　　　　┣━広見町━━┳━━━┓
　　　　　　　　　　　好藤村━━━━━━━━━━━┫　　　　　　┃　　　┃
　　　　　　　　　　　愛治村━━━━━━━━━━━┫　　　　　　┃　　　┃
　　　　　　　　　　　泉村━━━━━━━━━━━━┫　　　　　　┃　　　┃平成17年1月1日
　　　　　　　　　　　三島村━━━━━━━━━━━┛　　　　　　┃　　　┃合併（新設合併）
　　　　　　　　　　　　　　　　　　　　　　　　　　　　　　　　┃　　　┣━　鬼北町
　　　　　　　　　　　　　　　　　　　　　　　　　　　　　　　　┃　　　┃
　　　　　　　　　　　　　　　　　　　　　　　　　　　　　　　あ┃　　　┃
　　　　　　　　　　　　　　　　　　　　　　　　　　　　　　　　┃　　　┃
　　　　　　　　　　　　　　　　　　　　　　　　　　　三間町━━┻━い　┃
　　　　　　　　　　　　　　　　　　　　　　　　　　　日吉村━━━━━━┛
あ – 昭和33年8月1日大字是延を三間町へ境界変更
い – 平成17年8月1日宇和島市と合併

（注記）好藤村以下の合併前、及び日吉村の合併以前の系譜はそれぞれの記事を参照。

```

## 地域
町制施行時に、旭村時代の旧大字を継承し6大字からなる。広見町となってからも続き、鬼北町になってからも続き現在に至る。（例 鬼北町大字奈良）
近永には代官所が置かれていたなど、藩政期から鬼北地域の中心で、近代になっても鬼北地域を商勢圏とする街であった。

## 行政
役場
大字奈良に置かれていた。

### 首長
旭村長
- 桂作蔵：1932年7月 - 1941年11月

近永町長
- 桂作蔵：1941年11月 - 1945年

## 産業
農業
米、麦、大豆、トウモロコシ、茶などを産する。養蚕も営まれている。
林業
製造
酒造

## 交通
- 宇和島線（現在の予土線）近永駅

## 名所
- 成川温泉
- 成川渓谷
- 竹ノ森城跡